# HMS Oakley (L98)
«Оклі» (L98) (англ. HMS Oakley (L98) — військовий корабель, ескортний міноносець типу «Хант» «II» підтипу Королівського військово-морського флоту Великої Британії за часів Другої світової війни.
«Оклі» закладений 19 серпня 1940 року на верфі компанії Yarrow Shipbuilders, у Скотстоні, Глазго. 15 січня 1942 року спущений на воду, а 7 травня 1942 року увійшов до складу Королівських ВМС Великої Британії.
Ескортний міноносець брав активну участь у бойових діях Другої світової війни на морі; бився на Середземному та Північному морях, супроводжував арктичні та середземноморські конвої.
За проявлену мужність та стійкість у боях бойовий корабель нагороджений чотирма бойовими відзнаками.

## Бойовий шлях
16 вересня 1942 року «Оклі» приєднався до головних сил флоту для супроводження конвою QP 14, що повертався з СРСР до Лох-Ів у Шотландії. 65 бойових кораблів супроводжували невеличкий транспортний конвой з 17 суден. У цілому конвой втратив шість кораблів та суден, тільки один U-435 встиг потопити чотири союзних судна.
Наприкінці листопада 1942 року вийшов на супровід черговий конвой QP 15, який 17 листопада вийшов з Кольської затоки, маючи у своєму складі 32 транспортних та вантажних судна під ескортом 30 бойових кораблів
На переході морем німецькі підводні човни U-625 та U-601 потопили одне британське та одне радянське транспортні судна, есмінці радянського флоту «Баку» та «Сокрушительний» були пошкоджені, згодом останній затонув. Решта конвою практично без втрат дісталась берегів Ісландії.